# Brenta (mått)
Brenta är ett italienskt och schweiziskt våtvarumått med lokalt varieande storlek, i Milano 75,552 liter, i Verona 72,37 liter, i Turin 49,28 liter, i Schweiz vanligen 37,5 liter,